# 仁田原重行

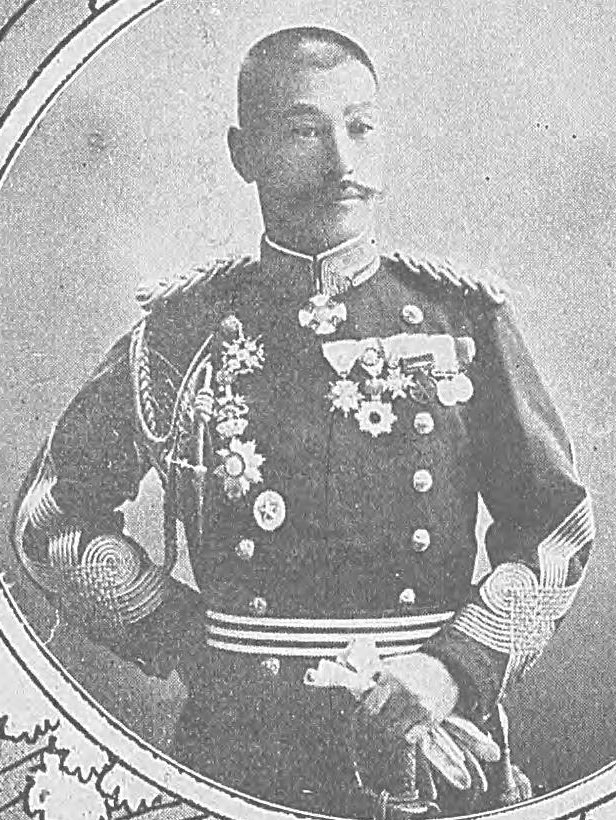
仁田原重行

仁田原 重行（にたはら しげゆき、1862年11月23日（文久2年10月2日） - 1925年（大正14年）3月24日）は、日本の陸軍軍人。軍事参議官・東京衛戍総督や近衛師団・第2・第4師団長を歴任する。階級は陸軍大将従二位勲一等功三級。旧名・谷三郎。娘は三輪秀一陸軍少将に嫁ぐ。

## 経歴
仁田原周蔵の次男として福岡藩八女(現八女市)に生まれる。陸軍士官学校（旧6期）に進み、1883年（明治16年）12月25日に卒業した。同日歩兵少尉に任官され歩兵第1連隊第1大隊附を命ぜられる。士官生徒第6期の仁田原の同期には台湾総督明石元二郎大将・浦塩派遣軍司令官大井成元大将・関東軍司令官立花小一郎大将らがいる。仁田原は翌年4月歩兵第1連隊小隊長に進む。
明治19年1月19日陸軍大学校（4期）に進学、明治20年4月に中尉に進級する。明治21年11月28日陸軍大学校を卒業し、明治24年1月大尉に進級する。同年9月から陸軍大学校副官に補され、明治25年1月には第2師団参謀に移る。明治28年3月に少佐に進級し、同月日清戦争に出征、同年9月に帰還する。帰還した9月から陸軍大学校教官を命ぜられる。同年12月には名を谷三郎から重行に改める。明治32年2月中佐に進級し、同6月参謀本部員を補される。
明治33年6月から第5師団兵站監部参謀として北清事変に出征し、同年10月に帰還。明治34年7月5日から留守第5師団参謀長に進み、明治35年5月5日大佐進級と同時に第5師団参謀長に就任する。明治37年4月からこの職で日露戦争に出征し、戦中の明治38年4月8日陸軍少将に進み翌9日歩兵第7旅団長を命ぜられる。同年12月に帰還し、明治42年4月1日独立守備隊司令官に就任する。
明治44年9月6日歩兵第1旅団長に移り、明治45年2月27日陸軍中将に進級し第2師団長を親補される。大正4年2月15日第4師団長に移り、大正5年8月18日には近衛師団長に就任する。大正6年8月6日から東京衛戍総督に進み、大正7年7月2日陸軍大将に進級し軍事参議官に親補される。大正10年7月15日を以って予備役編入。大正14年3月24日逝去。

## 栄典
位階
- 1884年（明治17年）2月9日 - 正八位[2]
- 1889年（明治22年）7月15日 - 従七位[3]
- 1892年（明治25年）1月12日 - 正七位[4]
- 1899年（明治32年）5月20日 - 正六位[5]
- 1902年（明治35年）9月20日 - 従五位[6]
- 1905年（明治38年）5月11日 - 正五位[7]
- 1910年（明治43年）6月11日 - 従四位[8]
- 1912年（明治45年）7月1日 - 正四位[9]
- 1915年（大正4年）7月20日 - 従三位[10]
- 1918年（大正7年）10月10日 - 正三位[11]
- 1921年（大正10年）8月10日 - 従二位[12]

勲章等
- 1895年（明治28年）11月18日 - 明治二十七八年従軍記章[13]
- 1896年（明治29年）5月25日 - 勲六等瑞宝章・功四級金鵄勲章
- 1901年（明治34年）10月1日 - 勲四等旭日小綬章[14]
- 1902年（明治35年）5月10日 - 明治三十三年従軍記章[15]
- 1905年（明治38年）11月30日 - 勲三等瑞宝章[16]
- 1906年（明治39年）4月1日 - 功三級金鵄勲章・勲二等旭日重光章・明治三十七八年従軍記章[17]
- 1912年（大正元年）11月21日 – 勲一等瑞宝章[18]
- 1915年（大正4年）11月10日 - 大礼記念章[19]
- 1919年（大正8年）1月28日 - 勲一等旭日大綬章
- 1920年（大正9年）11月1日 - 金杯一組・大正三年乃至九年戦役従軍記章[20]